# Thug Stories
Thug Stories es el sexto álbum de estudio del grupo Bone Thugs-N-Harmony, publicado el 25 de julio de 2006, por el sello discográfico Koch Records. Es la primera vez que son un trío para un álbum completo, sin el exmiembro Bizzy Bone que fue apartado del grupo. Tras la venta, el álbum vendió 38.000 unidades en su primera semana, con el tiempo el número 25 en el Billboard 200 y número uno en "Álbum Independiente Gráficos".

## Lista de canciones
1. "Intro" - 2:01
2. "Call Me" - 4:05
3. "She Got Crazy" - 3:25
4. "Don't Stop" - 3:09
5. "Do It Again" - 3:44
6. "So Sad" - 3:27
7. "Fire" - 4:43
8. "What You See (Reload)" - 3:00
9. "Stand Not in Our Way" - 3:52
10. "Still No Surrender" - 3:02
11. "This Life" - 4:06

### Pistas adicionales
1. "Tear The Roof Off" (Feat. Keith G & Thin C)
2. "Cleveland Thug Boyz" (Feat. Felecia & Thin C)
3. "Our Streetz" (Feat. Felecia & Thin C)

- Datos: Q1757541